# Vöckönd
Vöckönd község Zala vármegyében, a Zalaegerszegi járásban, a Zalai-dombságban, az Egerszeg–Letenyei-dombság területén.

## Fekvése
Zalaegerszegtől északkeletre fekszik, mintegy 14 kilométernyire. Zsáktelepülés, közúton csak a Sümeg és Zalaegerszeg között húzódó 7328-as útról Kemendollárnál leágazó, bő 3 kilométer hosszú, 73 221-es számú mellékúton közelíthető meg.

## Története
Vöckönd a kapornaki apátság ősi birtoka volt. A falu első említése 1451-es oklevelekben történt. Nem sokkal később, 1480-ban már egyházashely, vagyis temploma van. A faluból kiemelkedő kis dombra épített templomát az 1900-as évek elején építették.
A meredek domb oldalába épített kis falu zárt fekvése miatt a 20. század közepéig sok népi hagyományt őrzött meg, amelynek hatása a mai napig is érezhető. Jellegzetes volt az építészet a faluban, amit bizonyít az is, hogy egyik régi házát a híres Szentendrei Falumúzeumban állították fel. Ez az úgynevezett "Vöcköndi ház".

## Közélete

### Polgármesterei
- 1990–1994: Rohonczi Zoltán (független)[3]
- 1994–1998: Rohonczi Zoltán (független)[4]
- 1998–2002: Rohonczi Zoltán (független)[5]
- 2002–2006: Kiss József (független)[6]
- 2006–2010: Kiss József (független)[7]
- 2010–2014: Kiss József (független)[8]
- 2014–2019: Dóber Tamás (független)[9]
- 2019–2024: Dóber Tamás (független)[10]
- 2024– : Dóber Tamás (független)[1]

## Nevezetességei
- Nepomuki Szent János-szobor - a Zala-part közelében álló késő barokk műemlék szobrot a 18. század végén állították, 1990-ben állították helyre.

## Népesség
A település népességének változása:
| Lakosok száma | 103  | 99   | 99   | 103  | 97   | 101  | 103  |
|               | 2013 | 2014 | 2015 | 2021 | 2022 | 2023 | 2024 |

A 2011-es népszámlálás idején a nemzetiségi megoszlás a következő volt: magyar 90,7%, cigány 8,1%. A lakosok 74,1%-a római katolikusnak, 3,5% reformátusnak, 10,6% felekezeten kívülinek vallotta magát (11,7% nem nyilatkozott).
2022-ben a lakosság 85,6%-a vallotta magát magyarnak, 1% románnak, 1% ruszinnak, 1% egyéb, nem hazai nemzetiségűnek (14,4% nem nyilatkozott; a kettős identitások miatt a végösszeg nagyobb lehet 100%-nál). Vallásuk szerint 55,7% volt római katolikus, 4,1% református, 2,1% evangélikus, 8,2% felekezeten kívüli (29,9% nem válaszolt).